# Сараладас
Сараладас или Сарала Дас (настоящее имя — Сиддхесвар Парида) (ория ସାରଳା ଦାସ); годы рождения и смерти — неизвестны) — индийский поэт конца XIV — начала XV веков, поэт средневековой Одиши, чьи произведения сыграли огромную роль в становлении национальной культуры народа. Основатель орийской национальной литературы.

## Биография
Данных о жизни Сараладаса сохранилось мало. Известно, что родился он на территории современной Одиши в Канакавати Патана, известном ныне как город Канакапура, (Индия). Дату его рождения индийские литературоведы относят к концу XIV — началу XV вв. Происходил из низшей касты шурд, занимался крестьянским трудом и почти не знал грамоты. Путём самообразования, развил свой талант, который приписывал благодати Сарала, богини преданности и вдохновения. В одном из своих произведений рассказывал, что будучи ещё мальчиком, во время вспашки поля своего отца, пел так мелодично, что богиня Сарала заслушалась его песнями и наделила его даром слагать красивые стихи.

## Творчество
Известно три его книги — «Махабхарата», «Рамаяна» и «Чанди-пуране».
Сараладас сочинял свои поэмы на языке ория. Записывал стихи на пальмовых листьях, сидя в тени под большим баньяном. Стал известен под литературным именем Сарала Дас (дословно «Благо Сарала», Даса означает раб или слуга конкретного бога или богини).
Сюжеты грандиозных сказаний «Махабхарата» и «Рамаяна» стали ему известны лишь благодаря пересказу их на ория местными жрецами-брахманами. Его «Махабхарата» и «Рамаяна» — это не перевод с санскрита на ория, а довольно вольный пересказ известных сюжетов. Будучи знаком лишь с основой сюжета древнеиндийских поэм «Махабхарата» и «Рамаяна», Сараладас изложил эти поэмы на своём родном языке, придав им яркий национальный колорит. Действие поэм происходит в Одише, герои соблюдают все обычаи и традиции одишского народа.
Хотя Сараладас, в основном, следовал «Махабхарате» на санскрите, в его изложении поэмы на языке ория он сделал многочисленные отступления, добавил к ней собственные дополнения и внёс ряд других изложений, известных ему. Сараладас опустил философские отступления, но добавил от себя житейские наставления и моральные сентенции, в которых прославлял доброту и справедливость. Он художественно обработал некоторые местные легенды и создал новые, к которым и сейчас обращаются в своём творчестве поэты Одиши. В его «Махабхарате» и «Рамаяна» есть несколько указаний на то, что он служил солдатом в армии правителя Одиши Гаджапати, на основании этого литературоведы называют его крестьянином-воином, предполагая его непосредственное участие в военных походах. Поводом для такой гипотезы служат подробные и точные описания батальных сцен в его эпических произведениях.
Стих Сараладаса прост и музыкален, без искусственности. Применение простых разговорных слов для достижения своей поэтической цели, свободно от санскритизации. Его работы можно рассматривать, как литературную адаптацию популярных устных народных песен ория его времени.
Став одишским национальным эпосом, эти поэмы заложили основы национальной литературы и способствовали формированию литературного языка.